# NGC 7307
NGC 7307 é uma galáxia espiral barrada (SBc/P) localizada na direcção da constelação de Grus. Possui uma declinação de -40° 56' 05" e uma ascensão recta de 22 horas, 33 minutos e 52,4 segundos.
A galáxia NGC 7307 foi descoberta em 4 de Outubro de 1836 por John Herschel.